# TIRAP
TIRAP (Toll-interleukin-1 Receptor (TIR) domain-containing adaptor protein (TIRAP) ), également connu sous le nom de MyD88-adaptor like (MAL), est une molécule adaptatrice qui, associée avec un récepteur cellulaire du système immunitaire permet le déclenchement d'une réponse immunitaire. Cette molécule est utilisée par les récepteurs de type Toll (TLR), qui identifient les motifs moléculaires associés aux pathogènes (PAMP). Lors de la ligature de la plupart des TLR avec leurs ligands respectifs (PAMP), la molécule adaptatrice est MyD88 est recruté directement dans le domaine intracellulaire du récepteur de surface cellulaire. Dans le cas de TLR2 et TLR4, le recrutement de Myd88 est indirect et se fait via TIRAP. TLR4 peut initier la transduction du signal via la voie MyD88 et la voie TRIF, qui se produit après l'internalisation du TLR4 situé à la surface des cellules dans la membrane endosomale . Cet événement donne naissance à la formation d’un vaste complexe de signalisation appelé myddosome. Les événements de signalisation en aval qui en résultent aboutissent à l'activation de plusieurs facteurs de transcription, notamment le facteur nucléaire κB (NF-κB) et le facteur de transcription AP-1.

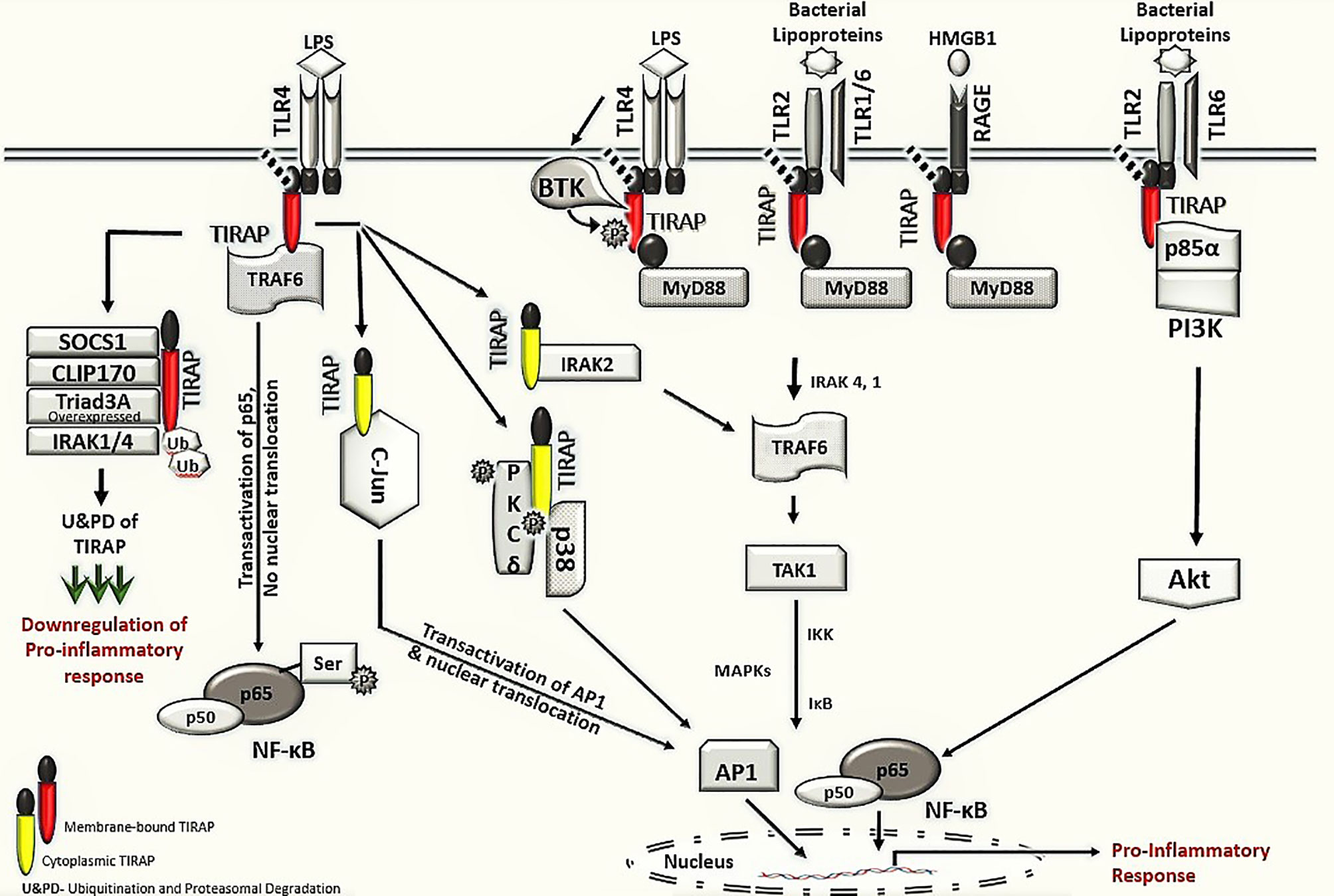
La molécule adaptatrice TIRAP dans les voies de signalisation de l'inflammation

TIRAP se compose de 221 acides aminés, constituant deux domaines principaux:  
- un domaine de liaison (PBD) du phosphatidylinositol 4,5-bisphosphate (PIP2), qui est responsable du ciblage du TIRAP vers des régions discrètes de la membrane plasmique lors de la production de PIP2 médiée par le phosphatidylinositol 4-Phosphate 5-Kinase (PIP5Kα)[7]
- un domaine TIR, qui est principalement impliqué dans les interactions protéine-protéine avec de nombreuses protéines liées à l'inflammation[8].

Le recrutement du TIRAP au niveau de la membrane plasmique se produit lors de la liaison à PIP2 avant son interaction avec les TLR. TIRAP est ensuite phosphorylé par la tyrosine kinase de Bruton, ce qui facilite son interaction avec le domaine TIR des TLR et par conséquent MyD88 pour initier le signal de transduction.
TIRAP est aussi nécessaire au récepteur membranaire RAGE (Receptor for advanced glycation end-products). multi-ligand impliqué dans divers états inflammatoires chroniques tels que les maladies cardiovasculaires, le cancer, la neurodégénérescence et le diabète,,. RAGE est activé par diverses molécules à motif moléculaire associées aux dommages comme  les produits de glycation avancée (Advanced glycation end-product AGE), HMGB1 (High–mobility group box 1) et les protéines S100 ,.